# 佛教大学陸上競技部
佛教大学陸上競技部（ぶっきょうだいがくりくじょうきょうぎぶ）は、佛教大学の陸上競技チームである。佛教大学体育会本部
並びに関西学生陸上競技連盟に所属する。

## 概要
女子中長距離部門が強化指定されており強豪として知られている。複数の大会において優勝、準優勝の経験がある。岩倉、広沢、園部の三つのグラウンドがある中で短距離・跳躍・投擲が園部・岩倉グラウンド・西京極第二競技場等で活動しており、長距離は岩倉グランドや鴨川河川敷等で活動している。女子中長距離部門はアジア競技大会に代表選手として出場したりと各種大会において世界規模の取り組みがなされている。
女子駅伝では、第6回全日本大学女子選抜駅伝で準優勝し、第27回全日本大学女子駅伝で初優勝を飾った。また、翌年の第28回大会でも優勝を収めて連覇を果たし、第29回では準優勝をしている。 2011年11月に開催された第27回FUKUIスーパーレディス駅伝で同大会では初優勝した。2021年1月31日に大阪市東住吉区の長居公園で行われた第40回大阪国際女子マラソンでは、大会独自の育成枠「ネクストヒロイン」の一人として文学部日本文学科4年生の上野真理子が出場し、初マラソンに挑戦した
。
卒業生では、西原加純が2009年の第25回ユニバーシアード競技大会において陸上競技女子10000mで金メダル、5000mで銀メダルを獲得。竹地志帆が2011年の第26回ユニバーシアード競技大会においてハーフマラソン団体で金メダルを獲得した。また木﨑良子は、女子マラソンで2012年のロンドンオリンピック代表（15位）、2013年の世界陸上モスクワ大会4位入賞、2014年の仁川アジア競技大会銀メダリストとなった。

## 成績

### 全国招待大学対校男女混合駅伝競走大会
- 2021年3月21日 - 第1回全国招待大学対校男女混合駅伝 10位
- 2022年2月20日 - 第2回全国招待大学対校男女混合駅伝 13位

### 全日本大学女子駅伝対校選手権大会
- 2000年11月26日 - 第18回全日本大学女子駅伝 16位
- 2001年11月25日 - 第19回全日本大学女子駅伝 10位
- 2002年11月24日 - 第20回全日本大学女子駅伝 3位
- 2003年11月23日 - 第21回全日本大学女子駅伝 6位
- 2004年11月28日 - 第22回全日本大学女子駅伝 4位
- 2005年11月27日 - 第23回全日本大学女子駅伝 6位
- 2006年10月29日 - 第24回全日本大学女子駅伝 3位
- 2007年10月28日 - 第25回全日本大学女子駅伝 準優勝
- 2008年10月26日 - 第26回全日本大学女子駅伝 準優勝
- 2009年10月25日 - 第27回全日本大学女子駅伝 優勝
- 2010年10月24日 - 第28回全日本大学女子駅伝 優勝
- 2011年10月23日 - 第29回全日本大学女子駅伝 準優勝
- 2012年10月28日 - 第30回全日本大学女子駅伝 準優勝
- 2013年10月27日 - 第31回全日本大学女子駅伝 7位
- 2014年10月26日 - 第32回全日本大学女子駅伝 12位
- 2015年10月25日 - 第33回全日本大学女子駅伝 18位
- 2018年10月28日 - 第36回全日本大学女子駅伝 15位[3]
- 2019年10月27日 - 第37回全日本大学女子駅伝 12位[4]
- 2020年10月25日 - 第38回全日本大学女子駅伝 13位
- 2021年10月31日 - 第39回全日本大学女子駅伝 15位
- 2022年10月30日 - 第40回全日本大学女子駅伝 15位

### 全日本大学女子選抜駅伝競走大会
- 2004年2月15日 - 第1回全日本大学女子選抜駅伝 6位
- 2005年2月20日 - 第2回全日本大学女子選抜駅伝 10位
- 2006年2月19日 - 第3回全日本大学女子選抜駅伝 5位
- 2007年1月8日 - 第4回全日本大学女子選抜駅伝 7位
- 2007年12月24日 - 第5回全日本大学女子選抜駅伝 準優勝
- 2008年12月23日 - 第6回全日本大学女子選抜駅伝 準優勝
- 2009年12月23日 - 第7回全日本大学女子選抜駅伝 優勝
- 2013年12月23日 - 第8回全日本大学女子選抜駅伝 7位
- 2014年12月23日 - 第9回全日本大学女子選抜駅伝 12位
- 2015年12月30日 - 第10回全日本大学女子選抜駅伝 15位
- 2016年12月30日 - 第11回全日本大学女子選抜駅伝 16位
- 2017年12月30日 - 第12回全日本大学女子選抜駅伝 8位
- 2018年12月30日 - 第13回全日本大学女子選抜駅伝 13位
- 2019年12月30日 - 第14回全日本大学女子選抜駅伝 16位[5]
- 2020年12月30日 - 第15回全日本大学女子選抜駅伝 12位
- 2021年12月30日 - 第16回全日本大学女子選抜駅伝 14位
- 2022年12月30日 - 第17回全日本大学女子選抜駅伝 21位

## 指導者
- 部長：飯田眞大
- 顧問：西川利文
- 監督：澤井宏次
- コーチ：井上彩花
- コーチ：平石佑馬
- 栄養士：奥井智美[6]

## 歴代監督
- 2005年4月～2012年3月：森川賢一（2012年～2021年：ヤマダ電機監督、2021年～：シスメックス監督）
- 2012年4月～2016年3月：
- 2016年4月～2021年3月：北野剛教
- 2021年4月～：澤井宏次

## 著名な出身者
- 越智純子 - 元陸上選手（平成16年度卒、元TOTO、元佛教大学陸上競技部コーチ）
- 飯島希望 - 陸上選手（平成17年度卒、現在は積水化学）
- 木﨑良子 - 陸上選手（平成19年度卒、現在はダイハツ工業アドバイザー）：2012年ロンドン五輪女子マラソン日本代表
- 出田千鶴 - 陸上選手（平成20年度卒、ダイハツ工業）
- 白子莉乃 - 陸上選手（平成20年度卒、ノーリツ）
- 人見明子 - 陸上選手（平成20年度卒、ユタカ技研）
- 荻野恵理子 - 陸上選手（平成21年度卒、ダイハツ工業）
- 森唯我 - 元陸上選手（平成21年度卒、元佛教大学陸上競技部コーチ）
- 西原加純 - 陸上選手（平成22年度卒、元ヤマダ電機、現在はシスメックス）：2015年世界陸上北京大会10000m日本代表
- 石橋麻衣 - 陸上選手（平成23年度卒、現在はヤマダ電機）
- 川嶋利佳 - 陸上選手（平成23年度卒、元キヤノンアスリートクラブ九州）
- 平井恵 - 陸上選手（平成23年度卒、現在はキヤノンアスリートクラブ九州）
- 吉岡明寿佳 - 元陸上選手（平成23年度卒、現在はキヤノンアスリートクラブ九州栄養士）
- 吉本ひかり - 陸上選手（平成23年度卒、現在はダイハツ工業）：2011年世界陸上大邱大会10000m日本代表
- 竹地志帆 - 元陸上選手（平成24年度卒、元ヤマダ電機、現在はシスメックスマネージャー）：2011年夏季ユニバーシアードハーフマラソン団体で金メダル
- 森知奈美 - 陸上選手（平成24年度卒、現在はヤマダ電機）
- 竹上千咲 - 陸上選手（平成25年度卒、現在はダイハツ工業）
- 前田彩里 - 陸上選手（平成25年度卒、現在はダイハツ工業）：2015年世界陸上北京大会女子マラソン日本代表
- 桑原彩 - 陸上選手（平成26年度卒、現在は積水化学）
- 小林美穂 - 元陸上選手（平成26年度卒、現在はヤマダ電機マネージャー）
- 渋谷璃沙 - 陸上選手（平成26年度卒、現在はヤマダ電機）
- 岡崎希実 - 元陸上選手（平成27年度卒、TOTOマネージャー）
- 落合沙紀 - 陸上選手（平成29年度卒、現在は小島プレス工業）
- 勝木順子 - 陸上選手（平成29年度卒、現在はユニクロ）
- 坪倉琴美 - 陸上選手（平成29年度卒、現在はワコール）
- 鹿嶋栞名 - 陸上選手（平成30年度卒、現在はキヤノンアスリートクラブ九州）[7]
- 川村楓 - 陸上選手（令和元年度卒、現在は岩谷産業）
- 沖村美夏 - 陸上選手（令和元年度卒、現在は愛媛銀行）
- 山﨑夢乃 - 陸上選手（令和2年度卒、現在はユニバーサルエンターテインメント）
- 小枝未森 - 陸上選手（令和2年度卒、現在は愛媛銀行）
- 上野真理子 - 陸上選手（令和2年度卒、現在はスズキアスリートクラブ）